# 8744 Cilla
8744 Cilla este un asteroid din centura principală de asteroizi.

## Descriere
8744 Cilla este un asteroid din centura principală de asteroizi. A fost descoperit pe 20 martie 1998 la Socorro, New Mexico, în cadrul proiectului LINEAR. El prezintă o orbită caracterizată de o semiaxă mare de 3,12 ua, o excentricitate de 0,17 și o înclinație de 2,6° în raport cu ecliptica.